# Дхвані
Дхвані, або дгвані — вчення в середньовічній індійській поетиці, розроблене індійським теоретиком Анандавардганою (IX ст.) в його трактаті «Дхваньялока».
За цим вченням поетичні висловлювання повинні мати два рівні:
- рівень лексики, який сприймається усіма;
- рівень глибоко зашифрованого сенсу, який здатний сприймати лише знавець поезії.